# توبیاس آسر
توبیاس آسر (انگلیسی: Tobias Michel Karel Asser؛ ۲۸ آوریل ۱۸۳۸ – ۲۹ ژوئیهٔ ۱۹۱۳) یک قاضی اهل هلند بود.
وی همچنین برنده جوایزی همچون جایزه صلح نوبل شده است.